# 马蒙托夫油田
马蒙托夫油田-俄罗斯的大型油田，位于汉特-曼西自治区，毗邻佩蒂亚赫市。发现于1965年，1970年始开发。
石油储量14亿吨，油藏位于1,9-2,5千米深处。油井初始流量不超过150吨/天。油的密度0.87-0.89克/立方厘米。
该油田属于西西伯利亚含油气省。
该油田作业由俄罗斯的石油公司《尤甘斯克石油》进行。
2007年油田产量-710万吨。